# 副將
副将為元朝、明朝和清朝的一个军衔级别，又称为协镇；次于总兵，高于參將，相当于以前的副总兵。
努爾哈赤於明萬曆四十三年（1615年）置“固山額真”，其下有左、右“梅勒額真”各一人，可理解为副官，又译“翼主”。后金天聪八年（1634年），以梅勒章京（转写：meiren-i janggin）称呼副将。清朝入关后，满语中改以“梅勒章京”称呼副都统，副将成为汉人专属官职。副将为从二品武官，一般是绿营军官，可以担任督标（总督直辖的绿营兵）的中军，下辖的兵力称为“一协”（约几千人），又漕运总督下亦设副将，掌理催护粮艘等事。
清代蒙古各旗下设的梅勒章京通常称“梅林”或“梅伦”。
而清朝綠營的軍階由高至低分別為：提督（軍門）、總兵、副將、參將、游擊、都司、守備、千總及百總（軍總副參遊都守千百）。

## 臺灣
臺灣民間對綠營旗下的武官，普遍敬稱「總爺」，若須因官職細分，參將、副將、總兵、提督，皆敬稱「大人（tāi-jîn / tāi-lîn）」。:264